# Browder contro Gayle

Sigillo della Corte Suprema

Browder contro Gayle è stato un caso giudiziario del 1956 affrontato dalla Corte Distrettuale degli Stati Uniti per l'Alabama e riguardante le leggi sulla segregazione degli autobus di Montgomery. Il gruppo di giudici consisteva in Frank Minis Johnson, Seybourn Harris Lynne e Richard Rives. La sentenza finale, approvata il 5 giugno 1956 con una maggioranza di 2 a 1 (Lynne votò contro), stabilì che la segregazione sui bus era incostituzionale stando al 14° Emendamento della Costituzione che sanciva eguali diritti per tutti i cittadini.
Lo stato e la città fecero ricorso ma la decisione fu infine ufficializzata dalla Corte Suprema degli Stati Uniti d'America il 13 novembre dello stesso anno. Una mozione per una chiarificazione e per un eventuale ricorso il 17 dicembre 1956.

## Storia del caso
Poco dopo l'inizio del boicottaggio dei bus a Montgomery, nel dicembre 1955 e dopo l'intervento di Rosa Parks, i vari leader della comunità afrostatunitense iniziarono a discutere di come poter avviare una battaglia legale contro la città di Montgomery e le leggi sulla segregazione. Puntarono sul fatto che gli statuti dell'Alabama e le ordinanze della città di Montgomery, che permettevano e rafforzavano la segregazione razziale sugli autobus, fosse una piena violazione del 14° Emendamento, atto a garantire pari diritti a tutti i cittadini statunitensi.

### Antefatti
Circa due mesi prima del boicottaggio, gli attivisti per i diritti civili riconsiderarono il caso di Claudette Colvin. Era una ragazza di 15 anni, la prima ad essere stata arrestata per essersi rifiutata di cedere il posto ad un bianco, nel 1955, nove mesi prima del gesto di Rosa Parks. Il presidente del NAACP Fred Gray e Edgar Nixon, il segretario della Montgomery Improvement Association, insieme a Clifford Durr (un avvocato bianco che, con sua moglie Virginia, combatteva a fianco degli attivisti per i diritti civili) si impegnarono a studiare le accuse migliori per sfidare le leggi segregazioniste dell'Alabama.
Durr era preoccupato che tirare di nuovo in ballo il caso di Rosa Parks avrebbe solo portato le corti statali dell'Alabama a chiudere di nuovo la questione senza risolvere niente e pensò che fosse necessario trovare un modo per raggiungere direttamente le corti federali. Gray fece delle ricerche in ambito legale e si consultò con i rappresentanti legali del NAACP Legal Defense Fund (Robert L. Carter e Thurgood Marshall, divenuto poi il primo afrostatunitense membro della Corte Suprema). Gray riunì in seguito la Colvin, Aurelia Browder, Susie McDonald, Mary Louise Smith e Jeanette Reese, tutte donne che erano state discriminate dagli autisti che applicavano la politica segregazionista sui mezzi di trasporto. Le donne si misero d'accordo e decisero di costituirsi parte offesa nel processo che finalmente giunse alle corti federali, eludendo quelle dell'Alabama. Jeanette Reese, tuttavia, fu costretta a tirarsi indietro dopo aver subito vessazioni ed intimidazioni serie da parte della comunità di bianchi.

### Decisione
Gray avviò la causa il 1º febbraio 1956. La Browder era una normale casalinga statunitense, W. A. Gayle il sindaco di Montgomery.
Il 13 giugno 1956, la corte sentenziò che “la segregazione forzata dei passeggeri bianchi e neri sui bus nella città di Montgomery viola le leggi costituzionali degli Stati Uniti”, dal momento che esclude gli afrostatunitensi da coloro che godono di pari diritti e pari opportunità secondo il 14° Emendamento. La corte ha inoltre proibito a Alabama e Montgomery di continuare a gestire autobus segregati.
Il caso non fu completo finché non giunse alla Corte Suprema il 13 novembre 1956. A quel punto, la Corte fu irremovibile e chiese all'Alabama intera di eliminare la segregazione sugli autobus. Un mese dopo, il 20 dicembre, il sindaco Gayle ricevette personalmente una lettera da parte della Corte, consegnatagli dai marescialli federali, in cui si ordinava di cessare immediatamente la segregazione sui mezzi di trasporto. Anche se a rilento, la segregazione terminò nel 1957.